# غواصات الفئة-العاشرة
الفئة العاشرة عبارة عن غواصة قزمية من الحرب العالمية الثانية تم إنشاؤها من أجل البحرية الملكية خلال 1943-1944.    

## قائمة المراجع
- فوقنا The Waves بقلـم CET Warren and James Benson - George G. Harrap & Co. LTD - 1953 - (ردمك 1-84415-440-8)
- الغواصات في اللون من قبل بيل جونستون - بلاندفورد كولور السلسلة - بلاندفورد - 1976 - (ردمك 0-7137-0780-1)
- الغواصات - تاريخ وتطور سفن القتال تحت الماء - أنتوني بريستون - كتب الأخطبوط - 1974 - (ردمك 0-7064-0429-7)

## روابط خارجية
- نموذج X-Craft site (باللغة الإيطالية)
- XT- فئة اللوحة مع المواصفات
- Bute at War (تفاصيل الدور الفريد لجزيرة Bute خلال الحرب العالمية الثانية ، بما في ذلك هجوم X-craft على Tirpitz)
- تدريب طاقم الغواصات في جزيرة تافاي ، كيوس نسخة محفوظة 25 يناير 2013 at Archive.is
- قطع الكابلات نسخة محفوظة 23 يونيو 2017 على موقع واي باك مشين. لديها مخطط المقطع العرضي للغواصة فئة X وصور البناء والإطلاق
- HNSA Ship Page: HMS X-24
- ماكس شين ديلي تلغراف نعي القائد والغواصة من الدرجة X